# Emil Öhmann
Emil Öhmann, född 25 januari 1894 i Helsingfors, död där 7 oktober 1984, var en finländsk germanist.
Öhmann blev filosofie doktor 1919. Han var professor i germansk filologi vid Åbo universitet 1925–1944 och vid Helsingfors universitet 1944–1963. Han var en betydande lånordsforskare och utredde hur flera språk hade inverkat på tyskans ordförråd, exempelvis franskan i doktorsavhandlingen Studien über die französischen Wörter im Deutschen (1918) och italienskan i Über den italienischen Einfluss auf die deutsche Sprache (2 band, 1942–1944).
Han invaldes som utländsk ledamot av Kungliga Vitterhets Historie och Antikvitets Akademien 1957.
Öhmann fick flera efterföljare, i Tyskland kända som ”die Öhmannsche Schule”, en hel tradition av forskning. Hans stora donation till Finska kulturfonden är fortsättningsvis ett viktigt stöd för utvecklingen av germanistiken i Finland.

### Uppslagsverk
- Emil Öhmann i Uppslagsverket Finland (webbupplaga, 2012). CC-BY-SA 4.0